# Антоанета Георгиева – Тони
Антоанета Георгиева, по-известна с артистичния си псевдоним Тони (изписван на места и като TONY), е българска поп певица.

## Биография
Творческата кариера на Тони започва с танци – 8 години е част от балет „Сага“, който има съвместни участия с Трио „Българка“. След това, заедно с Атанас Сребрев, е в групата Jam To Jam.
Завършва НАТФИЗ със специалност „Мюзикъл“ в класа на доц. Бистра Атанасова.
Тони озвучава и анимационни филми – една от ролите ѝ е на Булда, тролката на любовта, „Замръзналото кралство“.

## Музикално творчество
През 2000 г. дебютира с песента „Всичко било е насън“, която веднага става хит.
През лятото на 2002 г. Тони подписва издателски договор с музикалната компания Авеню Продакшънс. Непосредствено след това излиза и следващият сингъл на певицата – „Е-с@мота@“ („Интернет самота“). Автор на музиката е Миро, а аранжиментът е на Gravity Co.
През декември 2002 г. излиза дебютният ѝ албум – „Прераждане“, с 10 песни. Димитър Паскалев, Веселин Карастоянов, Любо Киров и Миро са сред авторите на музиката и аранжиментите.
Видео клипът към сингъла „Както преди“ е режисьорски дебют на фотографа Темелко Темелков.
В края на 2021 г. Тони записва дует с Орлин Павлов – песента „Докосвам те“, на която музиката и текстът са нейни.
През 2022 г. издава песента „Ела и ме спаси“. Музиката и текстът са на Тони, а аранжиментът е на Щирион Пилидов, китаристът, с когото работи активно от 2000-а г.

## Награди
2002 г. – Дебют – награда от БГ Радио за албума „Прераждане“

## Дискография
Албуми:

ПРЕРАЖДАНЕ (25.12.2002)

„Всичко било е насън“

„Е-с@мот@“

„Гихон (feat. Боби Иванчев)“

„Ubi bene ibi Patria“

„Както преди“

„Само ти“

„Пази за теб“

„Стига ми за днес“

„Е-с@мот@ (Edit's two step mix)“

„Само ден дори“

Сингли:

„Hi Hi“ (2002)

„How Long?“ (2004)

„Поглед на дете“ (2005)

„Близо“ (2020)

„Докосвам те“ (2021)

„Ела и ме спаси“ (2022)

„Приятелство“ (2023)